# Villeneuve-Saint-Salves
Villeneuve-Saint-Salves är en kommun i departementet Yonne i regionen Bourgogne-Franche-Comté i norra Frankrike. Kommunen ligger i kantonen Ligny-le-Châtel som tillhör arrondissementet Auxerre. År 2022 hade Villeneuve-Saint-Salves 257 invånare.

## Befolkningsutveckling
Antalet invånare i kommunen Villeneuve-Saint-Salves
| Referens: INSEE |